# イヴェリン・ポポフ
イヴェリン・ポポフ（ブルガリア語: Ивелин Попов, ラテン語: Ivelin Popov, 1987年10月26日- ）は、ブルガリア・ソフィア出身のサッカー選手。元同国代表。PFCボテフ・プロヴディフ所属。ポジションはMF。

## 経歴

### クラブ

#### ユース

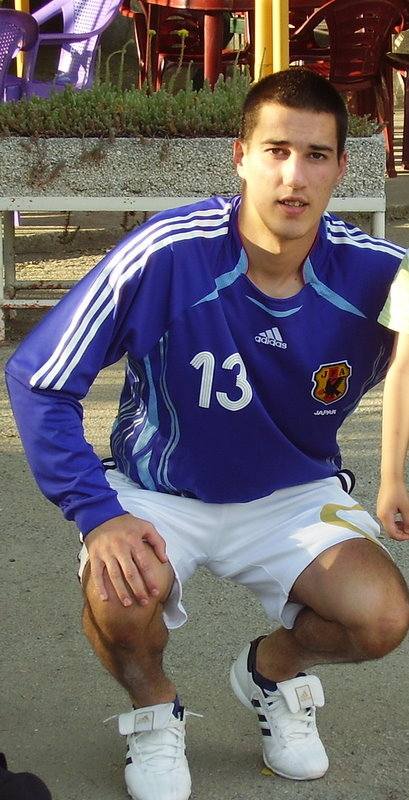
2008年のポポフ

ソフィアに生まれたポポフは、ユース時代を地元のFCセプテムヴリ・ソフィアとレフスキ・ソフィアで過ごした後、2005年1月14日の17歳の時に移籍金11万5000レフでオランダ1部のフェイエノールトに入団した。しかし、18歳未満の選手はプロ契約を締結出来なかったために3ヶ月滞在した後に母国へ帰国することを決意した。

#### リテックス・ロヴェチ
2005年12月にリテックス・ロヴェチとプロ契約を締結。RCストラスブールとのUEFAカップ2005-06ベスト32で欧州カップ戦、2006年3月12日のCSKAソフィア戦（1-1, 先発59分）で国内1部リーグ初出場を飾り、4月9日のロコモティフ・ソフィア戦（3-1勝利）でプロ初得点を挙げ、プロ1季目は11試合5得点を記録した。同2005-06シーズンと翌2006-07シーズンの2季連続で年間最優秀選手賞の候補に選出された。UEFAカップ 2007-08予選では1回戦のスリマ・ワンダラーズFC（2試合合計3得点）、2回戦のKSベサ・カヴァヤ（第1戦2得点）でそれぞれ得点を挙げ、本戦出場に導く活躍を見せた。最終的にクラブは1回戦のハンブルガーSVに破れ早期敗退となった。
2008-09シーズンは、2008年9月18日にアストン・ヴィラFCとのUEFAカップ 2008-09予選1回戦で得点を挙げる等、シーズン序盤から活躍を見せた結果、国内リーグの年間最優秀選手賞を受賞した。
2010年8月にイングランド1部のブラックバーン・ローバーズFCのトライアルに参加したポポフは、印象づけるのに成功し契約を提示されたが、国際試合での出場率が足りなかったために英国政府から労働許可証の申請が拒否された。

#### ガズィアンテプスポル

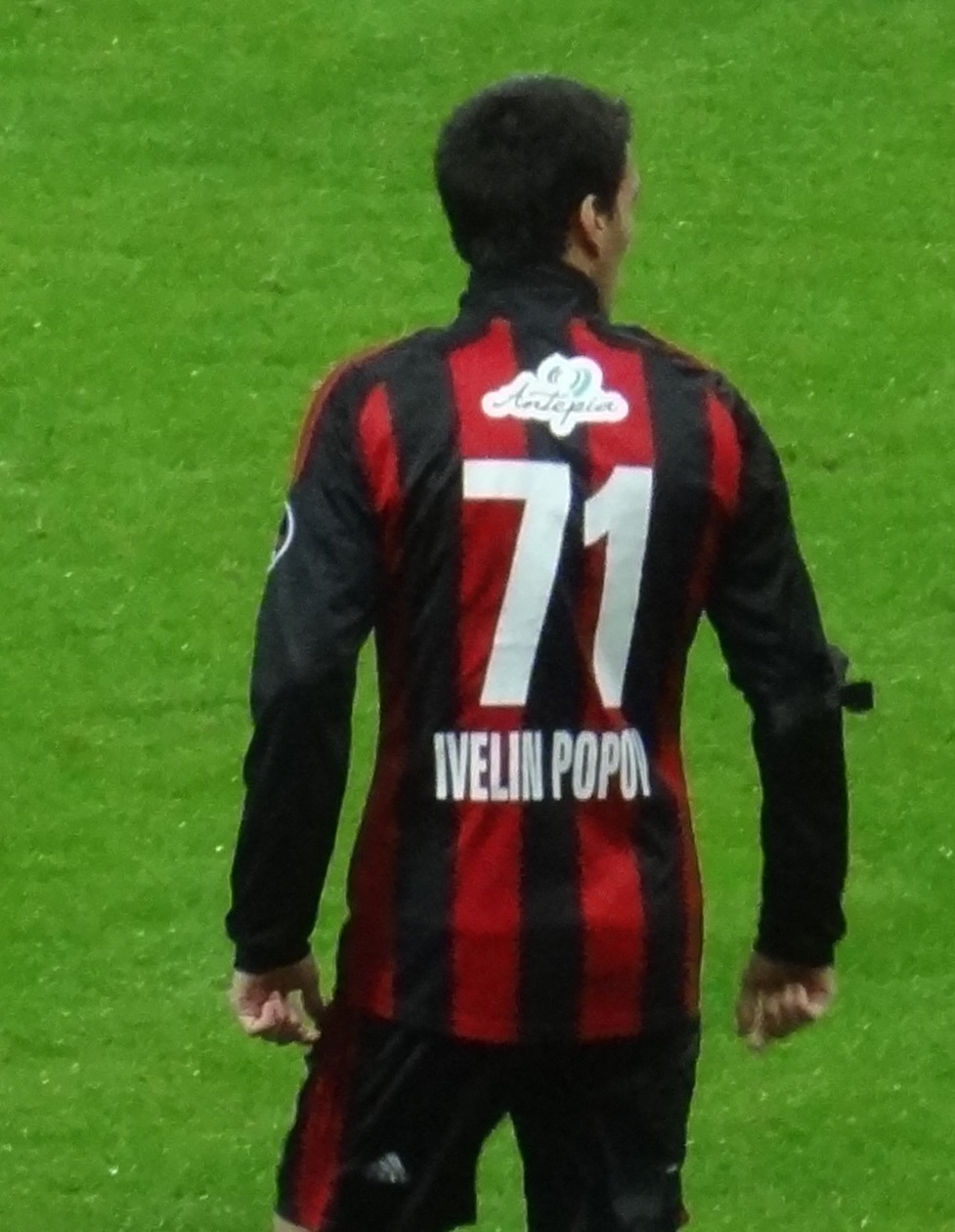
2010年、ガズィアンテプスポルでのポポフ

2010年9月にトルコ1部のガズィアンテプスポルと契約。ガズィアンテプ・カミル・オジャク・スタジアムでの背番号は71が与えられた。2010年9月13日に行われた第4節のガラタサライSK戦（アウェイ0-1敗北）で初出場、10月16日のブカスポル戦で初得点を挙げる。以来、中心選手としての地位を確立し、2季で60試合9得点を記録した。

#### クバン・クラスノダール
2012年8月25日に移籍金非公開でロシア1部のFCクバン・クラスノダールと3年契約を締結。Chempionat.comによると推定移籍金200万ユーロ程度とみられている。9月2日のFCディナモ・モスクワ戦（2-1勝利）でマルコス・ピッゼッリに代わり初出場、10月26日のFCロストフ戦（1-0勝利）で初得点を記録。それから1ヶ月も経たない内にクリリヤ・ソヴェトフ・サマーラ戦（4-1勝利）で2得点、2013年4月13日のFCテレク・グロズヌイ（アウェイ2-2）で後半に同点弾、5月4日のロストフ戦（アウェイ2-0勝利）で2得点を挙げる。FCアンジ・マハチカラとの2012-13シーズン最終節（1-0勝利）で決勝点を挙げ勝利に導いた。この勝利により4位のFCスパルタク・モスクワに並ぶ勝ち点でクラブ史上最高の5位でシーズンを終了し、初欧州カップ戦となるUEFAヨーロッパリーグ 2013-14予選3回戦の出場権を獲得した。同シーズンのポポフは9得点を挙げ、アラス・オズビリズと並びチーム内最多得点者となった。
2012-13シーズンの活躍もあり2013-14シーズンはクラブの主将に任命されたポポフは、昇格組のFCトム・トムスク戦（アウェイ2-1勝利）で2アシストし、主将として初勝利を飾る。その直後にUEFAヨーロッパリーグ 2013-14予選3回戦のスコットランド1部準優勝マザーウェルFCとの第1戦（アウェイ2-0勝利）でイブラヒマ・バルデの2アシストにより2得点を挙げ、クラブの欧州カップ戦初勝利に導いた。

#### スパルタク・モスクワ
2015年6月3日、FCスパルタク・モスクワに移籍した。

#### ロストフ
2019年1月24日、FCロストフに移籍した。

#### ソチ
2020年8月23日、PFCソチに移籍した。

#### レフスキ・ソフィア
2022年4月28日、PFCレフスキ・ソフィアに移籍した。

#### ボテフ・プロヴディフ
2023年8月25日、PFCボテフ・プロヴディフに移籍した。

### 代表

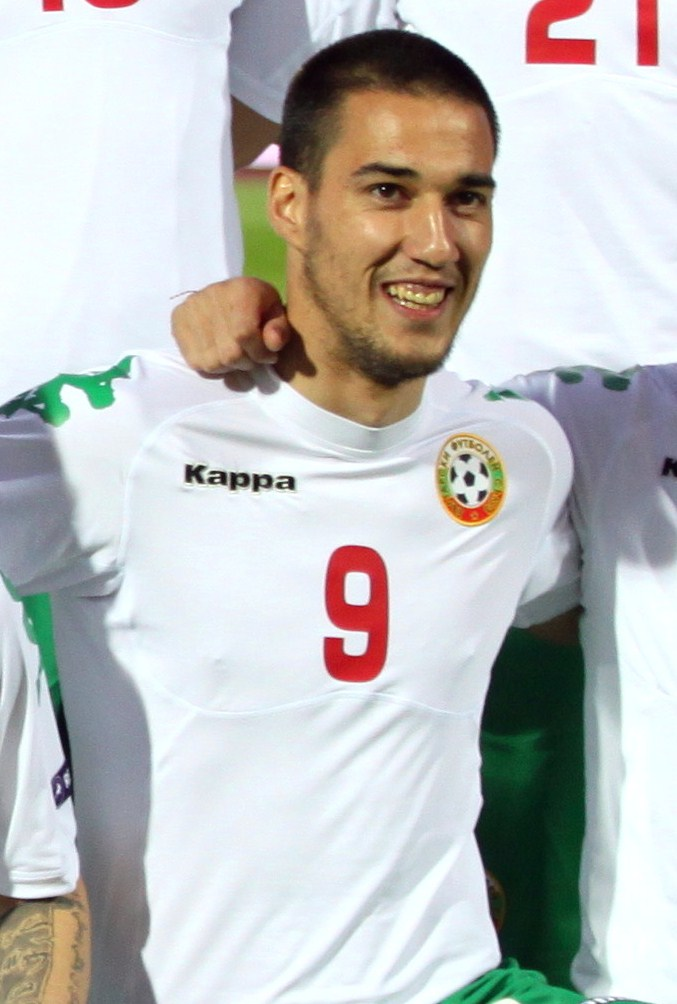
2011年、ブルガリア代表でのポポフ

2007年8月にディミタル・ペネフ監督の下でウェールズとの親善試合に向けてブルガリア代表に初招集され、2009年2月11日のスイス戦で初得点を挙げる。4月1日のキプロス戦で2得点目を記録。2010年9月17日のセルビア戦で代表史上最年少で主将に任命された。
2011年2月9日のエストニアとの親善試合（2-2）でペナルティーキックから2得点を挙げたが、後に試合関係者の関与の疑惑からFIFAに同試合は無効と言い渡された。

## 個人成績

### クラブ
| クラブ                 | シーズン | リーグ | リーグ | カップ | カップ | UEFA | UEFA | 通算 | 通算 |
| クラブ                 | シーズン | 出場   | 得点   | 出場   | 得点   | 出場 | 得点 | 出場 | 得点 |
| ---------------------- | -------- | ------ | ------ | ------ | ------ | ---- | ---- | ---- | ---- |
| リテックス・ロヴェチ   | 2005-06  | 9      | 5      | 2      | 0      | 1    | 0    | 12   | 5    |
| リテックス・ロヴェチ   | 2006-07  | 19     | 1      | 0      | 0      | 2    | 0    | 21   | 1    |
| リテックス・ロヴェチ   | 2007-08  | 25     | 10     | 4      | 1      | 6    | 5    | 35   | 16   |
| リテックス・ロヴェチ   | 2008-09  | 22     | 3      | 3      | 4      | 4    | 2    | 29   | 9    |
| リテックス・ロヴェチ   | 2009-10  | 18     | 6      | 1      | 0      | 0    | 0    | 19   | 6    |
| リテックス・ロヴェチ   | 2010-11  | 3      | 0      | 0      | 0      | 1    | 1    | 4    | 1    |
| リテックス・ロヴェチ   | 通算     | 96     | 25     | 10     | 5      | 17   | 8    | 123  | 38   |
| ガズィアンテプスポル   | 2010-11  | 28     | 2      | 8      | 3      | -    | -    | 36   | 5    |
| ガズィアンテプスポル   | 2011-12  | 32     | 4      | 1      | 2      | 4    | 1    | 37   | 7    |
| ガズィアンテプスポル   | 通算     | 60     | 6      | 9      | 5      | 4    | 1    | 73   | 12   |
| クバン・クラスノダール | 2012-13  | 23     | 9      | 3      | 0      | -    | -    | 26   | 9    |
| クバン・クラスノダール | 2013-14  | 29     | 6      | 0      | 0      | 8    | 3    | 37   | 9    |
| クバン・クラスノダール | 2014-15  | 27     | 4      | 5      | 1      | -    | -    | 32   | 5    |
| クバン・クラスノダール | 通算     | 79     | 19     | 8      | 1      | 8    | 3    | 95   | 23   |
| スパルタク・モスクワ   | 2015-16  | 23     | 4      | 2      | 2      | -    | -    | 25   | 6    |
| スパルタク・モスクワ   | 通算     | 23     | 4      | 2      | 2      | 0    | 0    | 25   | 6    |
| 総通算                 | 総通算   | 255    | 52     | 29     | 13     | 29   | 12   | 313  | 77   |

### 代表
| ブルガリア代表 | 国際Aマッチ | 国際Aマッチ |
| 年             | 出場        | 得点        |
| -------------- | ----------- | ----------- |
| 2007           | 4           | 0           |
| 2008           | 4           | 0           |
| 2009           | 4           | 2           |
| 2010           | 9           | 2           |
| 2011           | 7           | 3           |
| 2012           | 9           | 1           |
| 2013           | 9           | 2           |
| 2014           | 5           | 0           |
| 2015           | 7           | 2           |
| 2016           | 8           | 2           |
| 2017           | 6           | 1           |
| 2018           | 8           | 1           |
| 2019           | 10          | 2           |
| 通算           | 90          | 18          |

### 代表での得点
| #   | 日付           | 場所           | 相手           | スコア | 結果 | 試合概要                    |
| --- | -------------- | -------------- | -------------- | ------ | ---- | --------------------------- |
| 1.  | 2009年2月11日  | ジュネーヴ     | スイス         | 0–1    | 1–1  | 親善試合                    |
| 2.  | 2009年4月1日   | ソフィア       | キプロス       | 1–0    | 2–0  | 2010 FIFAワールドカップ予選 |
| 3.  | 2010年5月19日  | ブリュッセル   | ベルギー       | 0–1    | 2–1  | 親善試合                    |
| 4.  | 2010年10月8日  | カーディフ     | ウェールズ     | 0–1    | 0–1  | UEFA EURO 2012予選          |
| 5.  | 2011年6月4日   | ポドゴリツァ   | モンテネグロ   | 0–1    | 1–1  | UEFA EURO 2012予選          |
| 6.  | 2012年5月26日  | アムステルダム | カザフスタン   | 1–1    | 1–2  | 親善試合                    |
| 7.  | 2013年3月22日  | ソフィア       | マルタ         | 3–0    | 6–0  | 2014 FIFAワールドカップ予選 |
| 8.  | 2013年10月11日 | エレバン       | アルメニア     | 1–1    | 2–1  | 2014 FIFAワールドカップ予選 |
| 9.  | 2015年3月28日  | ソフィア       | イタリア       | 1–1    | 2–2  | UEFA EURO 2016予選          |
| 10. | 2015年6月12日  | タカリ         | マルタ         | 0–1    | 0–1  | UEFA EURO 2016予選          |
| 11. | 2016年9月6日   | ソフィア       | ルクセンブルク | 3–2    | 4–3  | 2018 FIFAワールドカップ予選 |
| 12. | 2016年11月13日 | ソフィア       | ベラルーシ     | 1–0    | 1–0  | 2018 FIFAワールドカップ予選 |
| 13. | 2017年11月13日 | リスボン       | サウジアラビア | 1–0    | 1–0  | 親善試合                    |
| 14. | 2018年3月26日  | フェルチュート | カザフスタン   | 1–0    | 2–1  | 親善試合                    |
| 15. | 2019年6月10日  | ソフィア       | コソボ         | 1–0    | 2–3  |                             |
| 16. | 2019年9月10日  | ダブリン       | アイルランド   | 1–1    | 1–3  |                             |

## タイトル
クラブ
リテックス・ロヴェチ
- ブルガリアリーグ : 2009-10
- ブルガリア・スーパーカップ : 2010
- ブルガリアカップ : 2007-08, 2008-09

ガズィアンテプスポル
- Spor Toto Cup : 2011-12

FCスパルタク・モスクワ
- ロシア・プレミアリーグ : 2016-17
- ロシア・スーパーカップ : 2017

個人
- ブルガリアリーグ年間最優秀選手賞 : 2009-10[17]